# Världsmästerskapen i taekwondo 2022
Världsmästerskapen i taekwondo 2022 arrangerades mellan den 13 och 20 november 2022 i Guadalajara i Mexiko. Det var den 25:e upplagan av världsmästerskapen i taekwondo.

## Medaljörer

### Herrar
| Gren   | Guld                       | Silver                       | Brons                            |
| −54 kg | Omar Salim Ungern          | César Rodríguez Mexiko       | Bae Jun-seo Sydkorea             |
| −54 kg | Omar Salim Ungern          | César Rodríguez Mexiko       | Chen Po-yen Taiwan               |
| −58 kg | Vito Dell'Aquila Italien   | Jang Jun Sydkorea            | Brandon Plaza Mexiko             |
| −58 kg | Vito Dell'Aquila Italien   | Jang Jun Sydkorea            | Mohamed Khalil Jendoubi Tunisien |
| −63 kg | Liang Yushuai Kina         | Niyaz Pulatov Uzbekistan     | Zaid Al-Halawani Jordanien       |
| −63 kg | Liang Yushuai Kina         | Niyaz Pulatov Uzbekistan     | Joan Jorquera Spanien            |
| −68 kg | Kwon Do-yun Sydkorea       | Bradly Sinden Storbritannien | Reza Kalhor Iran                 |
| −68 kg | Kwon Do-yun Sydkorea       | Bradly Sinden Storbritannien | Javad Aghayev Azerbajdzjan       |
| −74 kg | Daniel Quesada Spanien     | Edival Pontes Brasilien      | Firas Katoussi Tunisien          |
| −74 kg | Daniel Quesada Spanien     | Edival Pontes Brasilien      | Stefan Takov Serbien             |
| −80 kg | Park Woo-hyeok Sydkorea    | Andoni Cintado Spanien       | Mehran Barkhordari Iran          |
| −80 kg | Park Woo-hyeok Sydkorea    | Andoni Cintado Spanien       | Seif Eissa Egypten               |
| −87 kg | Mehdi Khodabakhshi Serbien | Meng Mingkuan Kina           | Nikita Rafalovich Uzbekistan     |
| −87 kg | Mehdi Khodabakhshi Serbien | Meng Mingkuan Kina           | Bryan Salazar Mexiko             |
| +87 kg | Carlos Sansores Mexiko     | Iván García Spanien          | Sajjad Mardani Iran              |
| +87 kg | Carlos Sansores Mexiko     | Iván García Spanien          | Song Zhaoxiang Kina              |

### Damer
| Gren   | Guld                        | Silver                       | Brons                           |
| −46 kg | Lena Stojković Kroatien     | Rukiye Yıldırım Turkiet      | Huang Ying-hsuan Taiwan         |
| −46 kg | Lena Stojković Kroatien     | Rukiye Yıldırım Turkiet      | Andrea Ramírez Colombia         |
| −49 kg | Daniela Souza Mexiko        | Guo Qing Kina                | Dunya Abutaleb Saudiarabien     |
| −49 kg | Daniela Souza Mexiko        | Guo Qing Kina                | Panipak Wongpattanakit Thailand |
| −53 kg | Makayla Greenwood USA       | Zuo Ju Kina                  | Tijana Bogdanović Serbien       |
| −53 kg | Makayla Greenwood USA       | Zuo Ju Kina                  | Ivana Duvančić Kroatien         |
| −57 kg | Luo Zongshi Kina            | Lo Chia-ling Taiwan          | Jade Jones Storbritannien       |
| −57 kg | Luo Zongshi Kina            | Lo Chia-ling Taiwan          | Hatice Kübra İlgün Turkiet      |
| −62 kg | Sarah Chaari Belgien        | Theopoula Sarvanaki Grekland | Aaliyah Powell Storbritannien   |
| −62 kg | Sarah Chaari Belgien        | Theopoula Sarvanaki Grekland | Feruza Sadikova Uzbekistan      |
| −67 kg | Leslie Soltero Mexiko       | Aleksandra Perišić Serbien   | Cecilia Castro Spanien          |
| −67 kg | Leslie Soltero Mexiko       | Aleksandra Perišić Serbien   | Milena Titoneli Brasilien       |
| −73 kg | Nadica Božanić Serbien      | Lee Da-bin Sydkorea          | Crystal Weekes Puerto Rico      |
| −73 kg | Nadica Božanić Serbien      | Lee Da-bin Sydkorea          | Rebecca McGowan Storbritannien  |
| +73 kg | Svetlana Osipova Uzbekistan | Dana Azran Israel            | Lorena Brandl Tyskland          |
| +73 kg | Svetlana Osipova Uzbekistan | Dana Azran Israel            | Marlene Jahl Österrike          |

## Medaljtabell
| Nr                   | Nation               | Guld | Silver | Brons | Totalt |
| -------------------- | -------------------- | ---- | ------ | ----- | ------ |
| 1                    | Mexiko               | 3    | 1      | 2     | 6      |
| 2                    | Kina                 | 2    | 3      | 1     | 6      |
| 3                    | Sydkorea             | 2    | 2      | 1     | 5      |
| 4                    | Serbien              | 2    | 1      | 2     | 5      |
| 5                    | Spanien              | 1    | 2      | 2     | 5      |
| 6                    | Uzbekistan           | 1    | 1      | 2     | 4      |
| 7                    | Kroatien             | 1    | 0      | 1     | 2      |
| 8                    | Belgien              | 1    | 0      | 0     | 1      |
| 8                    | Italien              | 1    | 0      | 0     | 1      |
| 8                    | USA                  | 1    | 0      | 0     | 1      |
| 8                    | Ungern               | 1    | 0      | 0     | 1      |
| 12                   | Storbritannien       | 0    | 1      | 3     | 4      |
| 13                   | Kinesiska Taipei     | 0    | 1      | 2     | 3      |
| 14                   | Brasilien            | 0    | 1      | 1     | 2      |
| 14                   | Turkiet              | 0    | 1      | 1     | 2      |
| 16                   | Grekland             | 0    | 1      | 0     | 1      |
| 16                   | Israel               | 0    | 1      | 0     | 1      |
| 18                   | Iran                 | 0    | 0      | 3     | 3      |
| 19                   | Tunisien             | 0    | 0      | 2     | 2      |
| 20                   | Azerbajdzjan         | 0    | 0      | 1     | 1      |
| 20                   | Colombia             | 0    | 0      | 1     | 1      |
| 20                   | Egypten              | 0    | 0      | 1     | 1      |
| 20                   | Jordanien            | 0    | 0      | 1     | 1      |
| 20                   | Puerto Rico          | 0    | 0      | 1     | 1      |
| 20                   | Saudiarabien         | 0    | 0      | 1     | 1      |
| 20                   | Thailand             | 0    | 0      | 1     | 1      |
| 20                   | Tyskland             | 0    | 0      | 1     | 1      |
| 20                   | Österrike            | 0    | 0      | 1     | 1      |
| Totalt (28 nationer) | Totalt (28 nationer) | 16   | 16     | 32    | 64     |